# Bratislavas byvåben
Bratislavas byvåben har været byvåben for Bratislava siden 1436, da Sigismund af Luxemburg tildelte byen retten til at bruge sit eget våben. Våbnet viser på en rød gotisk baggrund en sølvfarvet tretårnet befæstning med en port i midten. Der er to gyldne glober på toppen af hvert tårn og et gyldent halvåbent gitter i porten. Det er en almindelige misforståelse at våbnet viser Bratislava Slot eller en af byens fire middelalderlige byporte (Michaels port, Laurinc port, Fisk(erens) port eller Vydrica port). Reelt vises en general opfattelse af en middelalderlig by.

## Eksterne links
- Bratislavas byvåben